# Ferme Dumont
Ferme Dumont (lb. Dumongshaff, niem. Dumontshof) – mała miejscowość (lieu-dit) w południowym Luksemburgu, w kantonie Esch-sur-Alzette, w gminie Schifflange. Do 3 października 2015 miejscowość leżała w dystrykcie Luksemburg.